# Адам фон Шварценберг
Адам фон Шварценберг (на немски: Adam von Schwarzenberg) е граф на Шварценберг (1600 – 1641), влиятелен съветник на курфюрст Георг Вилхелм фон Бранденбург и от 1625 до 1641 г. херенмайстер на Йоанитския орден в Бранденбург.

## Биография
Роден е на 26 август 1583 година в дворец Гимборн при Гумерсбах, Графство Марк. Той е единственият син на граф Адолф фон Шварценберг (1551 – 1600) и съпругата му Маргарета фрайин Волф фон Метерних.
През 1600 г. Адам наследява баща си на 16 години. Първо Адам е на императорска служба, по-късно е съветник на последния херцог на Юлих. През 1610 г. се запознава с курфюрст Георг Вилхелм фон Бранденбург и през 1619 г. става негов съветник в Бранденбург. Договорът за разделянето с Пфалц-Нойбург през 1624 г. е напълно негово дело. Той става йоанитанец и през 1625 г. е избран за хермайстер на ордена в Маркграфство Бранденбург, Саксония, Померания и Вендланд. Адам забогатява и дава кредити на курфюрста.
През 1634 г. граф Адам е отново в Берлин и курфюрстът го номинира за щатхалтер на Бранденбург. Той съветва да се съюзят с Австрия. След смъртта на курфюрст Георг Вилхелм неговият наследник Фридрих Вилхелм му взема правата и го арестува през 1641 г. Граф Адам е закаран в затвора в Шпандау (Берлин), където умира след четири дена, на 14 март 1641 година, на 57-годишна възраст.

## Брак и деца
Адам се жени през 1613 г. за Маргарета фон Палант († 1615). Тя умира след две години при раждането на втория си син Йохан. Адам не се жени повече и става йоанитанец. Те имат две деца:
- Франц Хартард, умира преди баща си на 21 години
- Йохан Адолф (1615 – 1683), княз